# Lower Class Brats
Lower Class Brats és una banda estatunidenca de street punk d'Austin, creada el 1995, però radicada al sud de Califòrnia des de 2017. La seva música és una barreja de punk rock, oi!, glam punk dels anys 1970 i rock and roll, amb una estètica inspirada en A Clockwork Orange.

## Discografia

### Àlbums
- 1998: Rather Be Hated than Ignored
- 2000: The Plot Sickens
- 2003: A Class of Our Own
- 2003: Clockwork Singles Collection: Real Punk Is an Endangered Species
- 2006: The New Seditionaires[2]

- 2007: Loud and Out of Tune - Live!